# Michelle Casati
Pour les articles homonymes, voir Casati.
Michelle Casati (née Torres le 27 juin 1967) est une joueuse de tennis américaine, professionnelle dans les années 1980.

## Palmarès

### Titre en simple dames
| No | Date       | Nom et lieu du tournoi      | Catégorie | Dotation  | Surface    | Finaliste       | Score    |          |
| -- | ---------- | --------------------------- | --------- | --------- | ---------- | --------------- | -------- | -------- |
| 1  | 08-10-1984 | Florida Federal Open, Tampa |           | 150 000 $ | Dur (ext.) | Carling Bassett | 6-1, 7-6 | Parcours |

### Finale en simple dames
| No | Date       | Nom et lieu du tournoi              | Catégorie | Dotation  | Surface    | Vainqueure          | Score    |          |
| -- | ---------- | ----------------------------------- | --------- | --------- | ---------- | ------------------- | -------- | -------- |
| 1  | 17-09-1984 | Maybelline Classic, Fort Lauderdale |           | 150 000 $ | Dur (ext.) | Martina Navrátilová | 6-1, 6-0 | Parcours |

### Titre en double dames
Aucun

### Finale en double dames
Aucune

## Parcours en Grand Chelem

### En simple dames
| Année | Open d'Australie (janvier) | Open d'Australie (janvier) | Internationaux de France | Internationaux de France | Wimbledon       | Wimbledon      | US Open         | US Open          | Open d'Australie (décembre) | Open d'Australie (décembre) |
| ----- | -------------------------- | -------------------------- | ------------------------ | ------------------------ | --------------- | -------------- | --------------- | ---------------- | --------------------------- | --------------------------- |
| 1982  | n/a                        | n/a                        | 1er tour (1/64)          | Andrea Temesvári         | -               | -              | 2e tour (1/32)  | Kathy Rinaldi    | -                           | -                           |
| 1983  | n/a                        | n/a                        | 2e tour (1/32)           | Helena Suková            | 2e tour (1/32)  | Barbara Potter | 1er tour (1/64) | Pam Teeguarden   | -                           | -                           |
| 1984  | n/a                        | n/a                        | 3e tour (1/16)           | Melissa.Brown            | 2e tour (1/32)  | Annabel Croft  | 2e tour (1/32)  | Susan Mascarin   | -                           | -                           |
| 1985  | n/a                        | n/a                        | 1er tour (1/64)          | Pat Medrado              | -               | -              | 3e tour (1/16)  | Wendy Turnbull   | -                           | -                           |
| 1986  | n/a                        | n/a                        | 3e tour (1/16)           | Laura Arraya             | 1er tour (1/64) | Susan Sloane   | 3e tour (1/16)  | Raffaella Reggi  | n/a                         | n/a                         |
| 1987  | -                          | -                          | 3e tour (1/16)           | Helen Kelesi             | 1er tour (1/64) | Louise Field   | 1er tour (1/64) | Camille Benjamin | n/a                         | n/a                         |
| 1988  | -                          | -                          | 3e tour (1/16)           | Zina Garrison            | -               | -              | 3e tour (1/16)  | Chris Evert      | n/a                         | n/a                         |
| 1989  | -                          | -                          | 1er tour (1/64)          | Kimiko Date              | -               | -              | -               | -                | n/a                         | n/a                         |

À droite du résultat, l’ultime adversaire.

### En double dames
| Année | Open d'Australie (janvier) | Open d'Australie (janvier) | Internationaux de France     | Internationaux de France  | Wimbledon                    | Wimbledon               | US Open                       | US Open                  | Open d'Australie (décembre) | Open d'Australie (décembre) |
| ----- | -------------------------- | -------------------------- | ---------------------------- | ------------------------- | ---------------------------- | ----------------------- | ----------------------------- | ------------------------ | --------------------------- | --------------------------- |
| 1983  | n/a                        | n/a                        | 1er tour (1/32) M. Maleeva   | Kate Latham Kim Steinmetz | -                            | -                       | -                             | -                        | -                           | -                           |
| 1984  | n/a                        | n/a                        | 1er tour (1/32) Terry Phelps | Iva Budařová M. Skuherská | 1er tour (1/32) Terry Phelps | Peanut Louie H. Ludloff | 1er tour (1/32) Emilse Raponi | A. Moulton Paula Smith   | -                           | -                           |
| 1986  | n/a                        | n/a                        | 1er tour (1/32) J. Mundel    | Henricksson C. Jolissaint | 1er tour (1/32) Pam Casale   | Bettina Bunge C. Porwik | 1er tour (1/32) Niurka Sodupe | Lisa Bonder Laura Arraya | n/a                         | n/a                         |

Sous le résultat, la partenaire ; à droite, l’ultime équipe adverse.

### En double mixte
| Année | Open d'Australie (janvier), | Open d'Australie (janvier), | Internationaux de France    | Internationaux de France | Wimbledon                     | Wimbledon               | US Open                   | US Open                    | Open d'Australie (décembre), | Open d'Australie (décembre), |
| ----- | --------------------------- | --------------------------- | --------------------------- | ------------------------ | ----------------------------- | ----------------------- | ------------------------- | -------------------------- | ---------------------------- | ---------------------------- |
| 1983  | n/a                         | n/a                         | 1er tour (1/32) João Soares | M. L. Piatek Ivan Camus  | 2e tour (1/16) Richard Lewis  | B. J. King Steve Denton | -                         | -                          | n/a                          | n/a                          |
| 1984  | n/a                         | n/a                         | -                           | -                        | 1er tour (1/32) Richard Lewis | Sue Barker David Lloyd  | 2e tour (1/16) D. Ralston | Pam Whytcross David Graham | n/a                          | n/a                          |

Sous le résultat, le partenaire ; à droite, l’ultime équipe adverse.

## Classements WTA

### Classements en simple en fin de saison
| Année | 1983 | 1984 | 1985 | 1986 | 1987 | 1988 | 1989 |
| Rang  | 29   | 20   | 56   | 53   | 69   | 91   | 277  |

Source : (en) « Classements de Michelle Casati », sur le site officiel du WTA Tour

### Classements en double en fin de saison
| Année | 1986 | 1987 | 1988 |
| Rang  | 205  | 184  | 481  |

Source : (en) « Classements de Michelle Casati », sur le site officiel du WTA Tour